# Apollo în fierăria lui Vulcan
Apollo în fierăria lui Vulcan, uneori denumită Fierăria lui Vulcan, pictură barocă, în ulei, din 1630 a artistului spaniol Diego Velázquez, care se află acum în Muzeul Prado. A fost finalizată după prima vizită în Italia în 1629. Criticii sunt de acord că lucrarea ar trebui să fie datată în 1630, în același an cu pictura Tunica lui Iosif. Se pare că niciuna dintre cele două tablouri nu a fost comandată de rege, deși ambele au devenit parte din colecția regală în scurt timp. Pictura a devenit parte din colecția Muzeului Prado, din Madrid, în 1819.
Apollo în fierăria lui Vulcan a fost citat drept una dintre cele mai importante lucrări din prima călătorie a lui Velázquez în Italia și „una dintre cele mai de succes compoziții ale sale în ceea ce privește interacțiunea naturală, unificată a personajelor”.

## Subiect
Tabloul ilustrează momentul în care zeul Apollo, identificat prin coroana de laur pe cap, îl vizitează pe Vulcan, care este găsit fabricând arme pentru război. Zeul Apollo îi spune lui Vulcan că soția sa, Venus, are o aventură cu Marte, zeul războiului. Din acest motiv, celelalte personaje din cameră se uită cu surprindere la zeul care tocmai a apărut în fața lor, unele dintre ele chiar având gura deschisă indicând surprinderea.
Velázquez a fost inspirat să creeze această lucrare de o gravură realizată de Antonio Tempesta, modificând-o foarte mult și centrând acțiunea narativă pe sosirea lui Apollo, folosind un stil baroc clasic. Accentuează interesul contemporan pentru figurile nud, influențate de statuarul greco-roman și de mișcarea clasică a lui Guido Reni. Metoda de compoziție în stil friză este posibil să fi fost influențată de Reni. Pe de altă parte, nuanțele clare ale figurii lui Apollo amintesc de Guercino.
Această lucrare a fost creată la Roma fără să fi fost făcută vreo comandă, la cererea pictorului Peter Paul Rubens, care a vizitat și Spania în 1629. Velázquez a pictat două pânze mari în casa ambasadorului Spaniei. Aceste două pânze au format o pereche și au fost readuse în Spania împreună cu bagajul său: Tunica lui Iosif și Apollo în fierăria lui Vulcan.

## Analiză
Subiectul este preluat din mitologia romană, în special din Metamorfozele lui Ovidiu. Velázquez a interpretat scena într-o versiune strict umană, cu figuri contemporane. Apollo este văzut purtând o togă care îi lasă torsul expus la vedere. Vulcan, în această imagine, este doar un fierar, așa cum sunt și ajutoarele sale, care sunt bărbați din sat care cunosc meseria. Vulcan îl privește cu uimire, după ce a auzit vestea adulterului soției sale cu zeul Marte, pentru care se forjează armuri în acel moment. Peștera în care zeul forjează arme pentru celelalte zeități din acest tablou este arătată ca o forjă, similar cu cea pe care Velázquez ar fi putut-o vedea în Spania sau la Roma. Cu măiestria caracteristică, Velázquez a pictat și o varietate de obiecte care se găseau în mod obișnuit într-o forjă.
Interesul lui Velázquez pentru nuduri nu este surprinzător și dovezi în acest sens apar încă de la sosirea sa la Madrid în 1623, deși apariția acestora în lucrările sale a crescut după prima vizită în Italia în anii 1629-1631.
În timpul călătoriei sale în Italia, el a fost influențat și de pictura venețiană, care poate fi observată în utilizarea culorii, de exemplu în tunica portocalie uluitoare a lui Apollo. În călătoriile sale prin Roma a fost influențat de Michelangelo pentru a crea personaje extrem de mari și puternice. Musculatura lui Vulcan și a celorlalte personaje care îl înconjoară nu este nesemnificativă; sunt personaje atletice care își arată puterea fără modestie, chiar stând în poziții care își arată mușchii pentru un efect mai puternic.
Pe de altă parte, Velázquez a fost întotdeauna obsedat de realizarea profunzimii în lucrările sale. În acest caz, a început să folosească ceea ce este cunoscut sub numele de „sandviș spațial”, adică punând unele personaje în fața altora, astfel încât senzația de profunzime să existe în mintea privitorilor. În felul acesta, el prezintă adâncimea, în loc să folosească priveliștea prin fereastra văzută în spatele camerei. La fel ca în multe dintre lucrările sale, calitatea fotografică a obiectelor (în cea mai mare parte metalică: armură, nicovală, ciocane și fierul înroșit), care apar în tablou, arată realismul dus la extrem. În partea din spate, în stânga sus, pot fi văzute pe un raft diverse obiecte care formează o natură moartă, caracteristică lucrărilor timpurii ale lui Velázquez.
Fiind pictor spaniol, personajele sale sunt oameni obișnuiți, nu sunt idealizați ca în lucrările italiene. De asemenea, se poate spune că Vulcan este destul de urât, iar chipul lui Apollo, în ciuda faptului că este înconjurat de o aură care îl diferențiază de restul, nu este idealizat.